# Euthore
Genre
Euthore est un genre  dans la famille des Polythoridae appartenant au sous-ordre des Zygoptères dans l'ordre des Odonates. Il comprend huit espèces.

## Liste d'espèces
Ce genre comprend 8 espèces :
- Euthore fasciata (Hagen in Selys, 1853)
- Euthore fassli Ris, 1914
- Euthore fastigiata (Selys, 1853)
- Euthore hyalina (Selys, 1853)
- Euthore inlactea Calvert, 1909
- Euthore leroii Ris, 1918
- Euthore meridana Selys, 1879
- Euthore mirabilis McLachlan, 1878